# Волчёвка (посёлок)
Волчёвка — посёлок в Свердловской области России. Входит в городской округ город Нижний Тагил. 

## География
Посёлок расположен в 14 километрах (по автотрассе в 19 километрах) к запад-северо-западу от Нижнего Тагила, в основном на правом берегу реки Волчёвка (правый приток реки Баранча, бассейна реки Тагил). В окрестностях посёлка, в 2 километрах к югу расположен Верхневыйский пруд и в 2,5 километрах на юго-запад — болото Доброходова.

## Население
| 2002 | 2010 |
| ---- | ---- |
| 10   | ↘3   |